# Stadion (Stockholms tunnelbana)
Stadion ist eine unterirdische Station der Stockholmer U-Bahn, die südlich des namensgebenden Stockholmer Olympiastadions liegt. Des Weiteren liegt die Königliche Musikhochschule Stockholm in unmittelbarer Nähe. Sie befindet sich im Stadtteil Östermalm. Die Station wird von der Röda linjen des Stockholmer U-Bahn-Systems bedient. Die Station gehört trotz ihrer zentralen Lage zu den eher mäßig frequentierten Stationen des U-Bahn-Netzes. An einem normalen Werktag steigen hier 9.400 Pendler zu und um. (Stockholms tunnelbana)
Die Station wurde am 30. September 1973 in Betrieb genommen, als der nördliche Abschnitt der Röda linjen zwischen Östermalmstorg und Tekniska högskolan eingeweiht wurde. Die Bahnsteige befinden sich ca. 25 Meter unter der Erde. Die Station liegt zwischen den Stationen Östermalmstorg und Tekniska högskolan. Bis zum Stockholmer Hauptbahnhof sind es etwa zwei Kilometer.
| Vorherige Station                  | Tunnelbanan | Nächste Station           |
| ---------------------------------- | ----------- | ------------------------- |
| Tekniska högskolan ← Mörby centrum | T14         | Östermalmstorg Fruängen → |